# جولیا مورنی
جولیا کاتلین مورنی (زاده ۱۴ ژانویه ۱۹۶۹) یک هنرپیشه و خواننده آمریکایی است که برای صداپیشگی‌های تبلیغاتی تلویزیونی نیز شناخته شده است. تا سال ۲۰۰۵، او معمولاً به عنوان بازیگر برادوی شناخته می‌شد که از نظر فنی هرگز در برادوی ظاهر نشده بود. این به این دلیل بود که شهرت او بیشتر به دلیل اجراهایش در مدار خیریه برادوی بود و نه تولیدات سنتی برادوی. او نقش الفابا را در موزیکال شرور، هم در تور ملی ایالات متحده (۲۰۰۶) و هم در برادوی (۲۰۰۷) بازی کرد. او همچنین دو بار نامزد جایزه دراما دسک برای مهمانی وحشی (۲۰۰۰) و Falling (2013) شده است.
جولیا دختر کریستوفر مورنی بازیگر و آن مورنی (مورنی بر اساس آهنگ «جولیا» از آلبوم سفید بیتلز نامگذاری شد) است. او یک خواهر کوچکتر به نام کیتلین (متولد ۱۹۷۷) دارد که تهیه‌کننده فیلم است و در لس آنجلس زندگی می‌کند و برادر کوچکتر به نام پاتریک (متولد ۱۹۸۷) که بازیگر است و در سال ۲۰۰۹ از دانشگاه سیراکیوز فارغ‌التحصیل رشته نمایش است.

## فیلم‌شناسی

### فیلم
| سال  | عنوان                       | نقش                     | یادداشت        |
| ---- | --------------------------- | ----------------------- | -------------- |
| ۱۹۹۷ | شلمیل واقعی                 | دونا (صدا)              |                |
| ۲۰۰۴ | بگو                         | سامانتا                 | کوتاه          |
| ۲۰۰۸ | شهر ارواح                   | بانوی عطسه              |                |
| ۲۰۰۹ | سه شنبه آبی روشن            | زن ناشناس               |                |
| ۲۰۱۰ | طعنه‌های متعدد               | کاری                    |                |
| ۲۰۱۳ | زندگی غیرمنتظره             | لیزا                    |                |
| ۲۰۱۴ | جبرئیل                      | زن در تلفن              |                |
| ۲۰۱۵ | امیلی و تیم                 | سارا لرنر               | بخش "خیانت"    |
| ۲۰۱۵ | اول شما خواب - موسیقی کاندر |                         | فیلم تلویزیونی |
| ۲۰۱۵ | واقعاً - جدا                 | دایان                   | فیلم تلویزیونی |
| ۲۰۱۹ | زمان بزرگ نوجوانی           | شری                     |                |
| ۲۰۲۰ | اولین یکی در                | شلیا                    |                |
| ۲۰۲۰ | پسر * دوستان                | دکتر کلیمور             | فیلم تلویزیونی |
| ۲۰۲۲ | خوب نیست                    | آلیس - زن گروه پشتیبانی |                |

### تلویزیون
| سال        | عنوان                           | نقش                         | یادداشت                        |
| ---------- | ------------------------------- | --------------------------- | ------------------------------ |
| ۱۹۹۹       | قانون و نظم: واحد ویژه قربانیان | پیشخدمت                     | قسمت: "یک زندگی مجرد"          |
| ۲۰۰۳       | جنسیت و شهر                     | رقیب زن خام                 | اپیزود: "جنسیت‌های بزرگ"        |
| ۲۰۰۳       | NYPD آبی                        | نانسی شفر                   | قسمت: "فریکین فراکر"           |
| ۲۰۰۳       | اد                              | آماندا ویلیامز              | ۲ قسمت                         |
| ۲۰۰۴، ۲۰۰۷ | قانون و نظم                     | مارج هولنباخ، لیزا کوئینلان | ۲ قسمت                         |
| ۲۰۰۵       | قانون و نظم: قصد مجرمانه        | هیلاری مارتز                | قسمت: "مشاهده از اینجا بالا"   |
| ۲۰۰۹       | ۳۰ سنگ                          | کورتنی                      | قسمت: "کلیه در حال حاضر!"      |
| ۲۰۱۱       | خواهران برادران                 | کندرا                       | قسمت: "خوب نمی‌شد"              |
| ۲۰۱۵       | ابتدایی                         | گیل ولپر                    | اپیزود: "وقتی شماره تو بالاست" |
| ۲۰۱۶       | خانم منشی                       | ارین                        | قسمت: "گونه‌های مهاجم"          |
| ۲۰۱۸       | جانشینی                         | مربی                        | قسمت: "جشن"                    |
| ۲۰۲۰       | تقریبا خانوادگی                 | متهم شماره ۲                | قسمت: "AF دائمی"               |

### بازی‌های ویدیویی
| سال  | عنوان                    | نقش                                           | یادداشت |
| ---- | ------------------------ | --------------------------------------------- | ------- |
| ۲۰۰۰ | طولانی‌ترین سفر           | اما دو وریجر، زن جوان آلاتینی، بازدیدکننده زن |         |
| ۲۰۰۱ | مکس پین                  | مونا ساکس، دیسپچر، لیدی آملیا                 |         |
| ۲۰۰۶ | رویا فال: طولانی‌ترین سفر | اما دو وریجر، دکتر پارک، یوریکو               |         |